# Listă de instituții de învățământ mediu de specialitate din Republica Moldova
Lista instituțiilor de învățământ mediu de specialitate din Republica Moldova cuprinde 13 centre de excelență și 36 de colegii la care își făceau studiile circa 40000 de elevi (anii de studii 2020/2021).

## Centre de excelență
| Nr. | Denumirea                                                                                            | Localizare                                                                                           | Site                     | Imagine |
| --- | --- | --- | ------------------------ | ------- |
| 1   | Centrul de Excelență în Informatică și Tehnologii Informaționale (CEITI)                             | Chișinău, str. Sarmizegetusa 48                                                                      | http://ceiti.md/         |         |
| 2   | Centrul de Excelență în Transporturi (CET)                                                           | Chișinău, str. Sarmizegetusa 31                                                                      | https://cetauto.md/ro/   |         |
| 3   | Centrul de Excelență în Construcții (CEC)                                                            | Chișinău, str. Gh. Asachi 71                                                                         | http://ccc.md            |         |
| 4   | Centrul de Excelență în Servicii și Prelucrarea Alimentelor (CESPA)                                  | Bălți, str. Decebal 111                                                                              | https://www.ipcespa.md/  |         |
| 5   | Centrul de Excelență în Industria Ușoară (CEIU)                                                      | Chișinău, str. G. Coșbuc 5 (filiala 1); Chișinău, str. N. Costin 55 (filiala 2)                      | http://www.ceiu.md/      |         |
| 6   | Centrul de Excelență în Economie și Finanțe (CEEF)                                                   | Chișinău, str. Miron Costin 26/2                                                                     | http://ceef.md           |         |
| 7   | Centrul de Excelență în Energetică și Electronică (CEEE)                                             | Chișinău, str. Melestiu 12 (filiala Energetică); Chișinău, str. Sadoveanu 40/2 (filiala Electronică) | http://ceee.md/          |         |
| 8   | Centrul de Excelență în Medicină și Farmacie „Raisa Pacalo” (CEMF)                                   | Chișinău, str. N. Testemițanu 28                                                                     | https://cemf.md/         |         |
| 9   | Centrul de Excelență în Educație Artistică „Ștefan Neaga” (CEEA)                                     | Chișinău, str. H. Botev 4                                                                            | https://ceneaga.md/      |         |
| 10  | Centrul de Excelență în Horticultură și Tehnologii Agricole (CEHTA)                                  | Țaul, Dondușeni                                                                                      | https://cehta.md/ro/     |         |
| 11  | Centrul de Excelență în Viticultură și Vinificație din Chișinău (CEVVC)                              | Stăuceni, Chișinău                                                                                   | https://cevvc.md/        |         |
| 12  | Centrul de Excelență în Securitatea Frontierei (CESF)                                                | Ungheni, str. Suceava 1                                                                              | https://border-school.md |         |
| 13  | Centrul de Excelență în Administrarea Afacerilor al Universității Cooperatist-Comerciale din Moldova | Chișinău, bd.I.Gagarin 8                                                                             | https://ceaa.uccm.md/    |         |

## Colegii

### Subordonate Ministerului Educației și Cercetării
| Nr. | Denumirea                                                        | Localizare                       | Site                                                                        | Imagine |
| --- | ---------------------------------------------------------------- | -------------------------------- | --------------------------------------------------------------------------- | ------- |
| 1   | Colegiul de Ecologie din Chișinău                                | Chișinău, str. Burebista 70      | https://colecologie.md/                                                     |         |
| 2   | Colegiul Tehnologic din Chișinău                                 | Chișinău, str. B. Voievod 8/1    | http://colegiultehnologic.md/                                               |         |
| 3   | Colegiul “Alexei Mateevici” din Chișinău                         | Chișinău, str. A. Pușkin 54      | https://cpam.md/                                                            |         |
| 4   | Colegiul de Industrie Ușoară din Bălți                           | Bălți, str. I. Franco 17         | http://www.ciub.edupage.org/                                                |         |
| 5   | Colegiul Politehnic din Bălți                                    | Bălți, str. I. Franco 11         | http://cpbmd.info/                                                          |         |
| 6   | Colegiul Tehnic Feroviar din Bălți                               | Bălți, str. Bucovinei 101        | http://ctfm.md/                                                             |         |
| 7   | Colegiul de Construcții din Hîncești                             | Hîncești, str. Marinescu 10-A    | http://cch.md/                                                              |         |
| 8   | Colegiul „Iulia Hașdeu” din Cahul                                | Cahul, str. Dunării 36           | http://cihcahul.md/                                                         |         |
| 9   | Colegiul “Gheorghe Asachi” din Lipcani                           | Lipcani, str. Independenței 15   | https://colegiullipcani.md/ Arhivat în 1 ianuarie 2023, la Wayback Machine. |         |
| 10  | Colegiul “Vasile Lupu” din Orhei                                 | Orhei, str. V. Mahu 162          | http://colegiu.md/                                                          |         |
| 11  | Colegiul “Mihai Eminescu” din Soroca                             | Soroca, str. I. Creangă 19       | https://colegiulmeminescusoroca.educ.md/                                    |         |
| 12  | Colegiul “Mihail Ciachir” din Comrat                             | Comrat, Găgăuzia, str. Lenin 160 | https://cpcomrat.educ.md/                                                   |         |
| 13  | Colegiul de Muzică și Pedagogie din Bălți                        | Bălți, str. C. Porumbescu 18     | http://cmp-balti.md/%5Bnefuncțională+–+%5D                                  |         |
| 14  | Colegiul de Arte Plastice „Alexandru Plămădeală” din Chișinău    | Chișinău, str. Independenței 1   | http://colegiuarte.md/                                                      |         |
| 15  | Colegiul de Arte „Nicolae Botgros” din Soroca                    | Soroca, str. Ștefan cel Mare 39  | https://colartenbsoroca.md/                                                 |         |
| 16  | Colegiul Național de Coregrafie din Chișinău                     | Chișinău, str. M. Eminescu 31    | https://colegcoregraf.md/                                                   |         |
| 17  | Colegiul de Inginerie din Strășeni                               | Strășeni, str. V. Crăsescu 1     | http://colegiu-inginerie.md/                                                |         |
| 18  | Colegiul Agroindustrial „Gheorghe Răducan”                       | Grinăuți, Ocnița                 | http://caigrinauti.educ.md/                                                 |         |
| 19  | Colegiul de Medicină Veterinară și Economie Agrară din Brătușeni | Brătușeni, Edineț                | https://cmveabratuseni.md/                                                  |         |
| 20  | Colegiul Agroindustrial din Rîșcani                              | Râșcani, str. Trandafir 37       | https://www.cairiscani.md/                                                  |         |
| 21  | Colegiul Tehnic Agricol din Soroca                               | Soroca, str. Calea Bălțului 2    | https://ipctasoroca.md/                                                     |         |
| 22  | Colegiul Tehnic Agricol din Svetlîi                              | Svetlîi, Gagauzia, str. Lenin 22 | https://ctasvetlii.md/                                                      |         |
| 23  | Colegiul Agroindustrial din Ungheni                              | Ungheni, str. Decebal 38         | https://caiungheni.md/                                                      |         |

### Subordonate Ministerului Sănătății
| Nr. | Denumirea                    | Localizare                         | Site                     | Imagine |
| --- | ---------------------------- | ---------------------------------- | ------------------------ | ------- |
| 24  | Colegiul de Medicină Bălți   | Bălți, str. Decebal 101            | http://www.cmdb.md/      |         |
| 25  | Colegiul de Medicină Ungheni | Ungheni, str. Mihai Eminescu 73    | http://colmedun.md/      |         |
| 26  | Colegiul de Medicină Orhei   | Orhei, str. Renașterii Naționale 7 | http://www.cm-orhei.org/ |         |
| 27  | Colegiul de Medicină Cahul   | Cahul, str. A. Mateevici 103/1     | https://colmedcahul.md/  |         |

### Subordonate instituțiilor de învățământ superior
| Nr. | Denumirea                                  | Localizare                    | Site                    | Imagine |
| --- | ------------------------------------------ | ----------------------------- | ----------------------- | ------- |
| 28  | Colegiul Universității Tehnice a Moldovei  | Chișinău, str Mircești 54/1   | https://colegiu.utm.md/ |         |
| 29  | Colegiul Național de Comerț al ASEM        | Chișinău, str. Petru Rareș 18 | https://cnc.ase.md/     |         |
| 30  | Colegiul Pedagogic „Ion Creangă” din Bălți | Bălți, str. Pușkin 38         | http://usarb.md/        |         |

### Colegii private
| Nr. | Denumirea                                                                                                 | Localizare                         | Site                            | Imagine |
| --- | --- | ---------------------------------- | ------------------------------- | ------- |
| 31  | Colegiul Cooperatist din Moldova                                                                          | Chișinău, bd. I. Gagarin 8         | https://www.ccm1944.md/         |         |
| 32  | Colegiul Internațional de Administrare și Business                                                        | Chișinău, str. Sarmizegetusa 48/8  | http://ciab.md/                 |         |
| 33  | Colegiul MondoStud Art                                                                                    | Chișinău, str. Meșterul Manole 9   | https://mondostudart.md/        |         |
| 34  | Colegiul de Studii Integrate al Universității de Studii Politice și Economice Europene „Constantin Stere” | Drochia ,bd. N. Testemițanu 1      | https://colegiudrochia.info/    |         |
| 35  | Colegiul de Studii Administrative și Fiscale                                                              | Chișinău, str. Drumul Viilor 26A   | https://csaf.md/                |         |
| 36  | Colegiul Universității Libere Internaționale din Moldova                                                  | Chișinău, str. Vlaicu Pârcălab 52  | https://ulim.md/colegiu/        |         |
| 37  | Colegiul de Criminologie, Administrare și Drept “Valeriu Bujor”                                           | Chișinău, str. Voluntarilor 8 bl.4 | https://colegiucriminologie.md/ |         |